# تشارلز موليغان
تشارلز موليغان (بالإنجليزية: Charles Mulligan) هو نحات أمريكي، ولد في 28 سبتمبر 1866 في مقاطعة تيرون في المملكة المتحدة، وتوفي في 1916 في شيكاغو في الولايات المتحدة.